# شالاند سان أنسيلمي
شالاند سان أنسيلمي هي كومونا في منطقة وادي أوستا في شمال غرب إيطاليا .

## العمائر الدينية
- كنيسة القديس أنسيلم
- مقام القديسة آن

## سكان جدراء بالذكر
تم إعدام بيانكا ماريا ، كونتيسا شالان بتهمة الزنا في 20 أكتوبر 1526 ، لتصبح النموذج الأولي للعديد من الأعمال الأدبية. أدرج ماتيو بانديلو سردًا لحياة بيانكا ماريا وموتها في مجموعة قصصه القصيرة لعام 1554. ترجم فرانسوا دي بيل فورست رواية بانديللو إلى الفرنسية عام 1565 ، والتي ظهرت بدورها بالإنجليزية كالقصة الرابعة والعشرين في قصر المتعة وليام بينتر (1567). استخدم الكاتب المسرحي الإنجليزية جون مارستون السيدة باعتبارها الشخصية الرئيسية لمأساته الكونتيسة الجائعة ، التي نُشرت لأول مرة في عام 1613.